# Bruno Franceschetti
Bruno Franceschetti (* 30. April 1941 in Minerbe; † 15. Mai 2025 in Varese) war ein italienischer Turner.

## Leben
Bruno Franceschetti begann 1955 mit dem Turnen und wurde zweimal italienischer Juniorenmeister. Bei den Olympischen Sommerspielen 1964 in Tokio startete er in allen Disziplinen. Sein bestes Resultat erzielte Franceschetti mit Platz 38 im Wettkampf an den Ringen. Mit der italienischen Mannschaft verpasste er als Vierter knapp eine Medaille. Zwei Jahre später nahm Franceschetti an den Weltmeisterschaften in Dortmund teil und bei den Mittelmeerspielen 1967 gewann er mit dem italienischen Team Gold im Mannschaftsmehrkampf. Bei den Olympischen Sommerspielen 1968 in Mexiko war Franceschetti auch Teil der Nationalmannschaft. Sein bestes Einzelresultat im Wettkampf am Pauschenpferd mit Rang 36.
Nach den Spielen in Mexiko beendete Franceschetti seine Karriere und wurde Trainer in Rom. 1973 wurde er vom Comitato Olimpico Nazionale Italiano als Trainer engagiert. Er entdeckte und trainierte unter anderem den späteren Olympiasieger Jury Chechi. Neben seiner Tätigkeit als Trainer war Franceschetti auch als Punktrichter an Weltmeisterschaften tätig.